# Tinie Tempah
Tinie Tempah, właśc. Patrick Chukwuem Okogwu Jr. (ur. 7 listopada 1988 w Londynie) – brytyjski raper pochodzenia nigeryjskiego, wykonujący nurt grime, oprócz tego wykonuje rap alternatywny, hip hop i electro. Zajmuje się muzyką od 2005 roku.

## 2008-2009: Hood Economics: Room 147 – Mixtape
W 2008 roku wydał mixtape Hood Economics: Room 147 – Mixtape z którego pochodziły single internetowe Wifey i Tears.

## Od 2010: Disc-Overy
Sukces i debiut zawdzięcza oficjalnemu singlowi Pass Out który wspiął się na szczyt notowania UK Singles Chart został wydany 1 marca 2010. Drugi singel Frisky został wydany 6 czerwca 2010 i osiągnął niewiele mniejszy sukces, okupując drugą pozycję notowania UK Singles Chart w obu utworach wokalu użyczył wokalista Labrinth. Trzecim singlem był Written In The Stars nagrany z Erikiem Turnerem i wydany 27 września 2010. 4 października 2010 został wydany debiutancki album rapera Disc-Overy. Przebój "Written In The Stars" był hymnem Wrestlemanii 27

## Dyskografia

### Albumy
| Rok  | Album                                                                        | Pozycja na liście | Pozycja na liście | Pozycja na liście | Pozycja na liście | Certifikaty |
| Rok  | Album                                                                        | UK                | IRE               | NZ                | EU                | Certifikaty |
| ---- | ---------------------------------------------------------------------------- | ----------------- | ----------------- | ----------------- | ----------------- | ----------- |
| 2010 | Disc-Overy - Data: 4 października 2010 - Wydawca: Parlophone, DL Records LTD | 1                 | 1                 | 2                 | 80                |             |

### Mixtape'y
| Rok  | Album                                                           | Pozycja na liście | Pozycja na liście | Pozycja na liście | Pozycja na liście | Pozycja na liście | Certifikaty |
| Rok  | Album                                                           | UK                | IRE               | NZ                | EU                | AUS               | Certifikaty |
| ---- | --------------------------------------------------------------- | ----------------- | ----------------- | ----------------- | ----------------- | ----------------- | ----------- |
| 2008 | Hood Economics: Room 147 – Mixtape - Data: 27 października 2008 | –                 | –                 | –                 | –                 | –                 |             |

### Single

#### Oficjalne
| Rok  | Tytuł                                      | Pozycja na liście | Pozycja na liście | Pozycja na liście | Pozycja na liście | Pozycja na liście | Pozycja na liście | Certyfikat             | Album      |
| Rok  | Tytuł                                      | UK                | UK R&B            | IRE               | NZ                | EU                | AUS               | Certyfikat             | Album      |
| ---- | ------------------------------------------ | ----------------- | ----------------- | ----------------- | ----------------- | ----------------- | ----------------- | ---------------------- | ---------- |
| 2010 | „Pass Out”                                 | 1                 | 1                 | 6                 | 3                 | 7                 | 7                 |                        | Disc-Overy |
| 2010 | „Frisky” (gośc. Labrinth)                  | 2                 | 1                 | 3                 | –                 | 1                 | –                 |                        | Disc-Overy |
| 2010 | „Written in the Stars” (gośc. Eric Turner) | 1                 | 1                 | 1                 | 13                | 5                 | –                 |                        | Disc-Overy |
| 2010 | „Miami 2 Ibiza” (oraz Swedish House Mafia) | 4                 | –                 | 5                 | –                 | 13                | –                 |                        | Disc-Overy |
| 2010 | „Invincible” (gośc. Kelly Rowland)         | 57                | 20                | –                 | –                 | –                 | –                 |                        | Disc-Overy |
| 2015 | „Not Letting Go” (gośc. Jess Glynne)       |                   |                   |                   |                   |                   |                   |                        | Youth      |
| 2016 | „Girls Like” (gośc. Zara Larsson)          |                   |                   |                   |                   |                   |                   | - POL: platynowa płyta | Youth      |

1. ↑  Labrinth także wystąpił w tej piosence, ale nie był notowany.

#### Inne
| Rok  | Tytuł                        | Pozycja | Pozycja | Pozycja | Pozycja | Pozycja | Pozycja | Album                              |
| Rok  | Tytuł                        | UK      | UK R&B  | IRE     | NZ      | EU      | AUS     | Album                              |
| ---- | ---------------------------- | ------- | ------- | ------- | ------- | ------- | ------- | ---------------------------------- |
| 2008 | "Wifey"                      | -       | -       | -       | -       | -       | -       | Hood Economics: Room 147 – Mixtape |
| 2008 | "Tears" (featuring Cleo Sol) | -       | -       | -       | -       | -       | -       | Hood Economics: Room 147 – Mixtape |

## Teledyski
| Rok  | Nazwa                  | Reżyser          |
| ---- | ---------------------- | ---------------- |
| 2006 | "Wifey"                | Adam Brown       |
| 2007 | "Hood Economics"       | Adam Brown       |
| 2008 | "Tears"                | Adam Brown       |
| 2010 | "Pass Out"             | Tim Brown        |
| 2010 | "Frisky"               | Tim Brown        |
| 2010 | "Written in the Stars" | Alex Herron      |
| 2010 | "Miami 2 Ibiza"        | Christian Larson |

## Nagrody
- MTV Europe Music Awards 2010 – nominacja: najlepszy nowy brytyjski i irlandzki wykonawca
- Brit Awards 2011 – wygrana: największy przełom w muzyce brytyjskiej, najlepszy brytyjski singel (za "Pass Out")[8], nominacja: najlepszy brytyjski artysta, najlepszy brytyjski album (za "Disc-Overy")